# Cherig-ool Oorjak
Cherig-ool Dizijikovitch Oorjak (en russe : Шериг-оол Дизижикович Ооржак) (né en 1942) est le président de la République de Touva, une des républiques de Russie, du 11 avril 1992 au 6 avril 2007. 

## Biographie
Oorjak a été réélu le 20 mars 1999 avec près de 70 % des voix puis en 2002 avec 53 % des voix, pour son troisième mandat. En décembre 1993, Oorjak est élu au Conseil de la fédération, la chambre haute de Russie. Le 12 septembre 2001, Cherig-ool Oorjak a exprimé sa sympathie aux États-Unis après les attentats du 11 septembre 2001. Le 6 avril 2007, il est contraint de démissionner après que l'opposition ait mis en avant des problèmes de corruption. La candidature de Cholban Kara-ool proposée par Vladimir Poutine a été approuvée pour lui succéder.

## Distinctions
- 1997 : Ordre de l'Amitié[2]
- 2002 : Ordre de l'Honneur[3]
- 2007 : Ordre du Mérite pour la Patrie[4]